# Monilearia arguineguinensis
Monilearia arguineguinensis is een slakkensoort uit de familie van de Cochlicellidae. De wetenschappelijke naam van de soort is voor het eerst geldig gepubliceerd in 1998 door Seddon & Aparicio.